# A testa alta (film 2004)
A testa alta (Walking Tall) è un film del 2004 diretto da Kevin Bray, con protagonista il wrestler Dwayne Johnson. Il film è il remake della pellicola del 1973 Un duro per la legge.
Il film è basato su una storia realmente accaduta, quella di Buford Hayse Pusser, sceriffo della contea di McNairy, nel Tennessee, anch'egli ex lottatore di wrestling come il protagonista The Rock.

## Trama
Chris Vaughn Jr. è un soldato in congedo delle forze speciali che ritorna al paese natale per cominciare una nuova vita. Tuttavia le cose sono cambiate rispetto a come le aveva lasciate: la segheria dove lavorava il padre è stata chiusa, ed ora la maggiore fonte di reddito della città proviene dal casinò gestito dal suo vecchio rivale (nonché ex compagno di liceo) Jay Hamilton, figlio del defunto proprietario della segheria. 
Chris viene invitato da Jay a celebrare, insieme agli amici di sempre, il suo ritorno al casinò. Alla festa di benvenuto Chris scopre che la sua ex fiamma Deni lavora come spogliarellista alle dipendenze di Hamilton, e in aggiunta scopre un croupier mentre trucca le giocate: l'ex marine s'indigna e rivela a tutti che i dadi sono truccati, ma gli uomini della sicurezza lo aggrediscono e ne nasce una rissa. Chris, nonostante l'intervento dei suoi amici, ha la peggio e i buttafuori, non paghi, lo trascinano in un luogo appartato e lo torturano barbaramente. Infine, credendolo morto, lo abbandonano sulla strada statale, dove viene soccorso da un camionista. Dopo una lunga degenza, Chris viene raggiunto da Jay, il quale gli propone un risarcimento e un lavoro per dissuaderlo dallo sporgere denuncia; Chris rifiuta e si rivolge allo sceriffo Stan Watkins. Il tutore dell'ordine lo fa desistere, sostenendo che la denuncia avrebbe indirettamente effetti disastrosi sull'economia dell'intera contea (lo sceriffo è in realtà al soldo di Jay Hamilton). 
Il nipote di Chris, Pete, viene trovato in condizioni critiche a causa di una overdose di efedrina. L'ex militare costringe gli amici del nipote a rivelargli da chi l'hanno acquistata, venendo così a sapere che la casa da gioco è anche un covo di spacciatori, i quali non sono altro che gli uomini della vigilanza del casinò, gestiti da Hamilton. Furente, torna al casinò, affronta i buttafuori e fracassa le strutture per il gioco d'azzardo, venendo quindi arrestato.
Chris rifiuta di patteggiare e restare fuori di prigione con un po' di servizio sociale perché non si ritiene colpevole. Nel corso del processo a suo carico, assume la propria difesa e, ribaltando i pronostici e mostrando anche le enormi cicatrici procurategli dai buttafuori, riesce a farsi assolvere. Non solo ma in periodo di elezioni si fa eleggere sceriffo, licenzia tutti i vice di Watkins e decide di nominare vice sceriffo il suo migliore amico Ray Templeton, un ex detenuto per possesso di stupefacenti, a cui chiede aiuto perché ha esperienza diretta sui giri della droga. L'amico accetta e Chris, insieme a lui, impone il rispetto della legge, indagando in particolare (anche con mezzi poco ortodossi) sullo spaccio di droga in città. 
Quando il capo dei suoi buttafuori viene imprigionato, Hamilton decide di uccidere Chris, per cui manda l'ex-sceriffo e i suoi uomini, con armi da guerra, ad assaltare l'ufficio di Chris, mentre altri vanno a casa sua per sterminarne la famiglia. Templeton, che si era recato alla casa di Chris per proteggere la famiglia dell'amico, e Chris Vaughn senior, padre di Chris, respingono i loro assalitori, mentre Chris sventa l'attentato nei propri confronti (grazie anche all'aiuto di Deni, la quale, riavvicinatasi a Chris, aveva passato la notte con lui) uccidendo tutti gli aggressori e facendosi rivelare dal capo dei buttafuori, prima che venga crivellato di colpi dai suoi colleghi per errore, l'ubicazione del laboratorio della droga. Chris si reca dunque alla vecchia segheria per controllare la veridicità dell'informazione e scopre che effettivamente il luogo, in disuso, è diventato un laboratorio per la raffinazione delle sostanze stupefacenti. Nel laboratorio è nascosto Hamilton che cerca di uccidere Chris, ma questi ha la meglio e lo arresta. Il film si conclude con il ripristino della legge in città, la chiusura della casa da gioco e la riapertura della segheria.

## Accoglienza

### Critica
Sul sito Rotten Tomatoes il film ottiene il 26% delle recensioni professionali positive con un voto medio di 4,5 su 10 basato su 135 critiche, mentre su Metacritic ottiene un punteggio di 44 su 100 basato su 31 recensioni.

### Incassi
In totale il film ha incassato 57,2 milioni di dollari, di cui 46,4 milioni negli Stati Uniti.